# Ophiosphalma cancellatum
Ophiosphalma cancellatum is een slangster uit de familie Ophiolepididae.
De wetenschappelijke naam van de soort werd in 1878 gepubliceerd door Theodore Lyman.